# 7158 IRTF
آي أر تي أف (ويعرف أيضًا باسم 7158 آي أر تي أف وفق تسمية الكوكب الصغير) (بالإنجليزية: IRTF)‏ هو كويكب ضمن حزام الكويكبات؛ وترتيبه 7158 من حيث الاكتشاف.
اكتُشف هذا الجُرم الفلكي بواسطة شيلت جون بوبي في 1 مارس 1981، وأُطلق عليه هذا الاسم نسبةً إلى NASA Infrared Telescope Facility ‏.

## وصلات خارجية
- 7158 IRTF في قاعدة بيانات مختبر الدفع النفاث لأجرام النظام الشمسي الصغيرة

- الاكتشاف · مخطط المدار ·  العناصر المدارية · المعلمات المادية

- 7158 IRTF على موقع ويكي سكاي: DSS2, SDSS, GALEX, IRAS, Hydrogen α, X-Ray, Astrophoto, Sky Map, Articles and images